# Centraal Busstation
Het Centraal Busstation (in Russisch: Центральный автовокзал, Tsentralny avtovokzal) in Moskou uit 1971 is het grootste busstation van de Russische hoofdstad, gelegen in het oostelijk stadsdeel. De meeste interlokale busverbindingen van Moskou hebben hier een eindpunt.
Het busstation ligt naast het metrostation Sjtsjolkovskaja, het oostelijke eindpunt van de Arbatsko-Pokrovskaja-lijn (lijn 3).

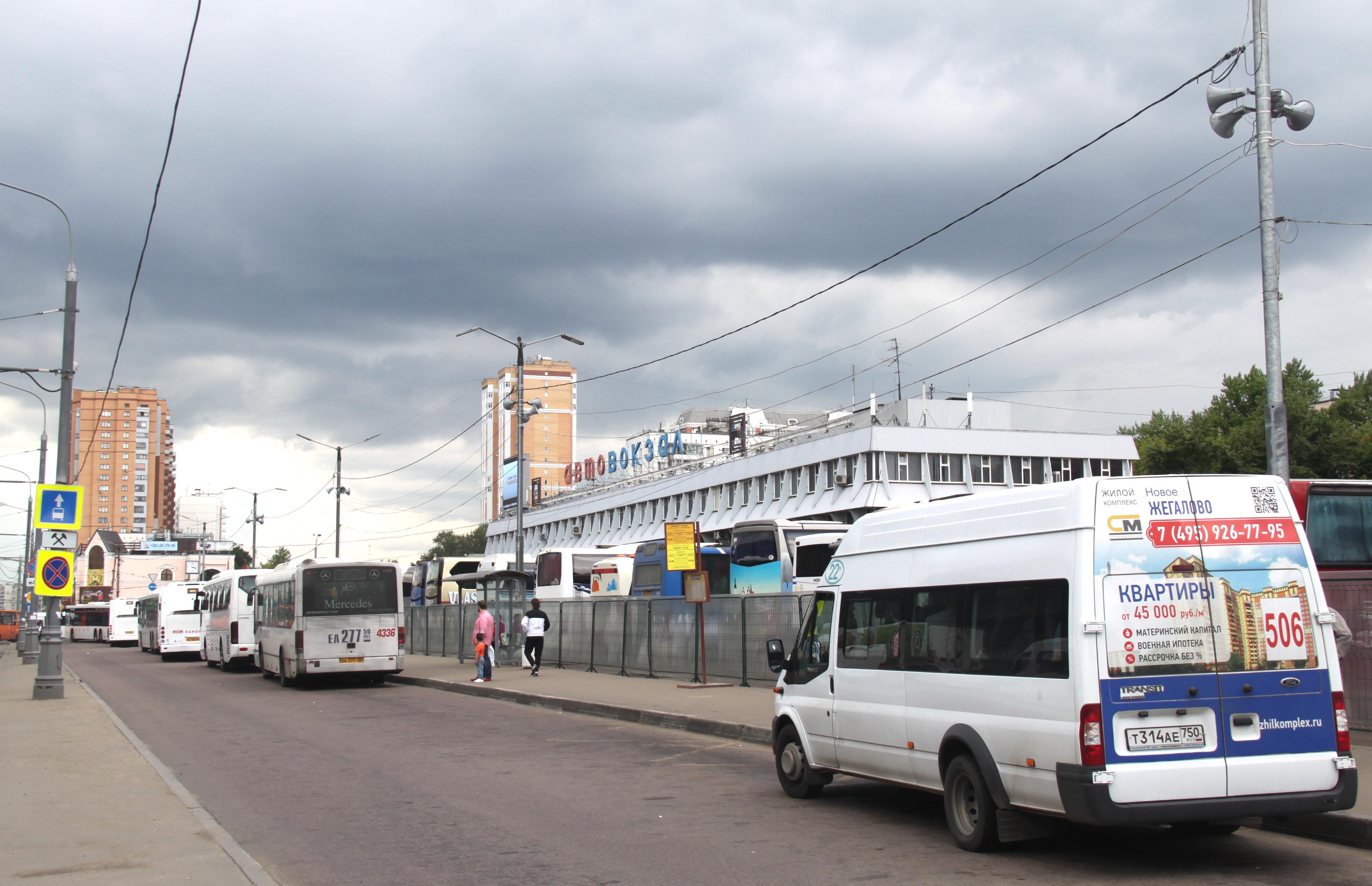
:Bussen aan de kant van Sjtsolskovskoje-weg
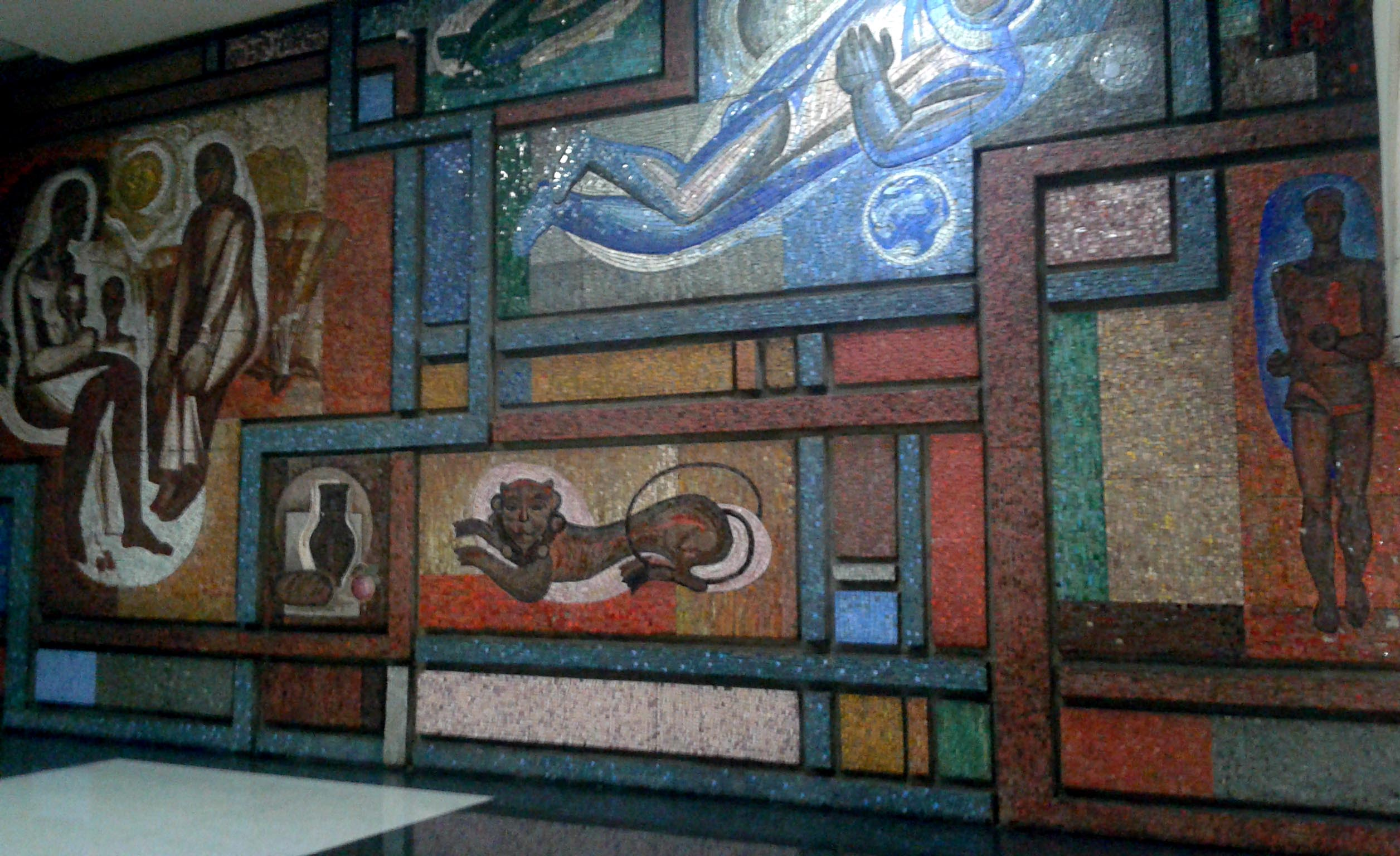
Muur met mozaïek in het gebouw